# Медресе Нарбута-бия
Медресе Нарбута-бия (Медресе-и Мир) (узб. Norbo'tabiy madrasasi) — медресе в Коканде (Узбекистан), воздвигнутое в конце XVIII века на средства и по приказу узбекского правителя Нарбута-бия (1763—1798). Построено на столичной площади ханства — Чорсу.  Закрыто при Советской власти. После распада СССР и обретением Узбекистаном независимости территория вокруг медресе была благоустроена, произведён ремонт здания и главный фасад украшен майоликой. В настоящее время используется в качестве мечети.
Медресе является наиболее старой из сохранившихся зданий Коканда. Архитектурный памятник входит в «Национальный перечень объектов недвижимости материального культурного наследия Узбекистана». Это также, самое крупное из сохранившихся Кокандских медресе: площадь плана здания 52х72 метров, внутреннего двора — 38х38 метров.
Медресе одноэтажное. Его главный портал (пештак) ориентирован на север. За пештаком расположен мионхана (вестибюль), а по сторонам — мечеть с куполом на пересекающихся арках и барабане, прорезанном дюжиной стрельчатых завершённых окон и дарсхана (зал бывшей учебной аудитории) с куполом на тромпах и щитовидных парусах. По периметру двора расположены большие и малые худжры.
В прошлом, в здании, построенном из жжёного кирпича, не было декоративного убранства. Медресе почти была лишена декора: кирпичная кладка фасадов обнажена и ещё в начале 1980-х годов интерьеры светили белизной ганчевой штукатурки. Убранство его мечети, более нарядное чем в дарсхане, включает сталактитовые подкупольный карниз и нишу михраба. Хороша резьба парадных ворот: виды орнамента снаружи — гирих, с внутренней стороны — ислими (растительный орнамент).
Медресе характеризует невысоким уровнем строительного мастерства: в нём наблюдается разнобой пролётов арок фасада.
Согласно местной легенде, медресе было построено бухарскими строителями, насильственно привлечёнными к его строительству кокандским правителем. Так бухарские зодчие, лишив здание отопления, что удалось обнаружить только с наступлением холодов, отомстили хану.
Бухарские зодчие выступают возможными строителями медресе и у большинства учёных, так как в этом здании отразилось влияние бухарской школы зодчества: форма пештака и объёмно-планировочное решение медресе напоминают аналогичные памятники Бухары (медресе Кукельдаш, Абдулазиз-хана, Мири Араб).